# 남이면 (청주시)
남이면(南二面)은 대한민국 충청북도 청주시 서원구의 면이다.

## 행정 구역
| 법정리     | 한자명     | 행정리                                | 비고     |
| ---------- | ---------- | ------------------------------------- | -------- |
| 척산리     | 尺山里     | 척산1리, 척산2리, 척산3리, 척산4리    | 면소재지 |
| 외천리     | 外川里     | 외천1리, 외천2리, 외천3리             |          |
| 문동리     | 文東里     | 문동1리, 문동2리                      |          |
| 척북리     | 尺北里     | 척북1리, 척북2리, 척북3리             |          |
| 산막리     | 山幕里     | 산막리                                |          |
| 비룡리     | 飛龍里     | 비룡1리, 비룡2리                      |          |
| 구미리     | 九尾里     | 구미리                                |          |
| 사동리     | 寺洞里     | 사동1리, 사동2리                      |          |
| 갈원리     | 葛院里     | 갈원1리, 갈원2리                      |          |
| 팔봉리     | 八峰里     | 팔봉리                                |          |
| 상발리     | 上鉢里     | 상발리                                |          |
| 구암리     | 九岩里     | 구암리                                |          |
| 석실리     | 石室里     | 석실리                                |          |
| 석판리     | 石坂里     | 석판1리, 석판2리                      |          |
| 대련리     | 大連里     | 대련1리, 대련2리                      |          |
| 가좌리     | 佳佐里     | 가좌1리, 가좌2리                      |          |
| 양촌리     | 陽村里     | 양촌1리, 양촌2리, 양촌3리             |          |
| 가마리     | 駕馬里     | 가마1리, 가마2리                      |          |
| 수대리     | 秀垈里     | 수대리                                |          |
| 부용외천리 | 芙蓉外川里 | 부용외천1리, 부용외천2리, 부용외천3리 |          |
| 20리       |            | 39행정리                              |          |

## 역사
- 조선시대 청주군 남이면(24개 동), 남차이면(36개 동), 남주내면 농촌리 일부, 서강내일상면 농촌리
- 1914년 4월 1일 청주군 남이면 (24법정리)

| 조선총독부령 제111호 | |
| 구 행정구역 | 신 행정구역 |
| 청주군 남이면 가중리/가서리/가남리/가북리, 서당리/거치리/정암리/양촌리 일부/공수동 일부, 삼계리/공수동 일부, 선죽리/동암리/중리, 양촌리 일부/정암리 일부/소북리/노북리, 은동/장내리/내동, 점운리/궁평리, 척북리, 척산리 | 남이면 가마리, 가좌리, 대련리, 문동리, 양촌리, 외천리, 장성리, 척북리, 척산리                                                 |
| 청주군 남차이면 가지리/구미리 일부, 구미리 일부/상석발리 일부, 토포리/방곡리/추동/안대리/북리 일부, 비룡리, 등등리/마치리, 산막리/복용리, 산수리/칠산리/갈곡리/삼기리, 상석발리 일부, 중석곡리/하석곡리/공례리/북리 일부, 사창리/남리/석서리/석동리/덕현리, 석판리 일부/검복리, 용대리/독산리, 월천리/석판리 일부/(남주내면)농촌리 일부/(서강내일상면)농촌리 일부, 팔봉리, 행정리/신대리/마근동/문화리 | 남이면 갈원리, 구미리, 구암리, 비룡리, 사동리, 산막리, 산수리, 상발리, 석곡리, 석실리, 석판리, 수대리, 죽림리, 팔봉리, 행산리 |
- 1946년 4월 1일 청원군 남이면
- 1973년 7월 1일 석곡리가 강서면으로, 행산리·산수리가 부용면으로 편입
- 1987년 1월 1일 죽림리가 청주시로 편입
- 1990년 8월 1일 장성리가 청주시로 편입

## 교육
- 남이초등학교
- 갈원초등학교
- 외천초등학교 (폐교)